# 여사적품격
《여사적품격》(女士的品格)은 2023년 방송되었던 중국의 드라마이다.

## 등장 인물
- 완첸 - 야오웨이 역
- 류민타오 - 안신 역
- 싱페이 - 류샤오시 역
- 백객 (白客) - 창링 역
- 고일인 (高一仁) - 리우저닝 역
- 왕면 (王勉) - 왕웨이 역
- 온쟁영 (温峥嵘) - 쉬원 역
- 고인（高仁） - 루저닝 역
- 해일천 (海一天) - 핑원이 역
- 사명택 (師銘澤) - 마이크 역
- 푸바자 - 비엔청 역
- 쉬리 - 타오뤄옌 역
- 주현흔 (周显欣) - 궁리 역
- 류금산 (刘金山) - 안바오궈 역
- 이흔연 (李欣燃) - 뤄안탕 역
- 요안렴 (姚安濂) - 야오리동 역
- 강백선 (江柏萱) - 지앙홍카이 역
- 조서 (曹瑞) - 후밍량 역
- 고대위 (乔大韦) - 차오다 역
- 두저림 (杜宁林) - 안모 역
- 최심심 (崔心心) - 바이후이 역
- 조연연 (曹然然) - 안양 역
- 왕옥진 (王钰臻) - 정샤오청 역
- 전헌령 (田轩宁) - 닝닝 역
- 은설 (银雪) - 모린 역
- 서봉 (徐峰) - 리우샤오 역
- 이태연 (李泰延) - 청공 역
- 진영 (陈莹) - 다이멍 역
- 진약요 (陈若尧) - 마루롱 역